# Йордан Йорданов (футболист, р. 1951)
Вижте пояснителната страница за други личности с името Йордан Йорданов.
Йордан Димитров Йорданов, с прякор Пиката, е български футболист, нападател. Играе за Левски (София) (1972 – 1981), Миньор (Перник) (1973 – 1975) и в Анортозис Кипър  (1982 – 1988). Има 186 мача и 67 гола в А група (142 мача с 51 гола за Левски и 44 мача с 16 гола за Миньор). С отбора на Левски е двукратен шампион на България през 1977 и 1979) и трикратен носител на Купата на Съветската армия през 1976, 1977 и 1979 г. Има 6 мача и 1 гол за А националния отбор. За Левски има 24 мача и 4 гола в евротурнирите (5 мача за КЕШ, 5 мача с 2 гола за КНК и 14 мача с 2 гола за купата на УЕФА). След приключване на състезателната си дейност работи като треньор в Кипър.